# دولا بهاتي
دولا بهاتي (يشار إليها عمومًا باسم «ابن البنجاب» أو «روبن هود من البنجاب»، والمعروف أيضًا باسم عبد الله بهاتي) (توفي عام 1599)، من منطقة البنجاب في الهند في العصور الوسطى. قاد ثورة ضد المغول خلال حكم الإمبراطور أكبر.
يتم سرد أعمال بهاتي في الفولكلور واتخذت شكل اللصوصية الاجتماعية. وفقا لإيشوار دايال غور، على الرغم من أنه كان «الرائد في تمرد الفلاحين في بلاد البنجاب في العصور الوسطى»، إلا أنه لا يزال «على هامش تاريخ البنجاب».

## الحياة السابقة
عاش بهاتي في البنجاب، وجاء من عائلة مسلمة من عائلة راجبوت من المديرين الريفيين المحليين للطبقة الزامندار. تم إعدام كل من والده فريد، وجده، الذي يدعى بيجلي أو ساندال على نحو مختلف، لمعارضته مخطط جمع إيرادات الأراضي الجديد والمركزي الذي تفرضه أكبر. ولد دولا بعد أربعة أشهر من وفاة والده.
من قبيل الصدفة، نجل أكبر، شيخو (الذي عُرف فيما بعد باسم جاهانغير)، ولد في نفس اليوم. ونصحت من قبل حاشيته أن شجاعة شيجو المستقبلية ونجاحها سيضمنان لو أن الطفل كانت تغذيها امرأة من راجبوت، وأعطى أكبر هذه المسؤولية إلى لاضي على الرغم من ارتباطها برجل تمرد على عرش المغول. يبدو أن هذا القرار له أساسه في السياسة الواقعية: فقد اعتبر أكبر أن لاضي كان مستاءً، وأن بهاتي قد يصبح الجيل الثالث من المتمردين، وأن هذه المصلحة الملكية قد تعوّض هذا.
وكان جزء من الرعاية الملكية أن بهاتي حضر المدرسة. على الرغم من أنه في ذلك الوقت لم يكن يعلم بمصير أسلافه، إلا أنه رفض قبول القيود التي قُصد منها أن تجعله مواطناً صالحاً واعترض على أن يكون جزءاً من مؤسسة صممت لإنتاج النخب. غادر للمشاركة بدلا من ذلك في صنع الأذى الطفولي.

## قطع الطرق
اتخذت حرب بهاتي من الدرجة اللصوصية الاجتماعية، أخذت من الأغنياء ومنح الفقراء. تمنحه الفولكلور وضعًا أسطوريًا لمنع الفتيات من الاختطاف وبيعهن كعبيد. قام بترتيب الزيجات لهم وقدم مهرهم.
قد تكون جهوده قد أثرت على قرار أكبر لتهدئة المعلم أرجان ديف، ومن خلال تأثير ديف على سكان باري دواب، بإعفاء المنطقة من شرط توفير إيرادات الأرض.

## وفاته
وجاء نهاية بهاتي في عام 1599 عندما تم شنقه في لاهور. كان أكبر يأمل في أن يكون مثالاً له في الإعدام العلني، متوقعاً أنه سيتعرض للخوف، لكن بهاتي كان ثابتاً في مقاومته للنهاية. شاه، الشاعر الصوفي المعاصر الذي كتب عنه، سجل كلماته الأخيرة على أنها «لا يوجد ابن شريف للبنجاب سيبيع أرض البنجاب».